# Парахе (Нью-Мексико)
Парахе (англ. Paraje) — переписна місцевість (CDP) в США, в окрузі Сібола штату Нью-Мексико. Населення — 705 осіб (2020).

## Географія
Парахе розташований за координатами 35°2′40″ пн. ш. 107°28′5″ зх. д. / 35.04444° пн. ш. 107.46806° зх. д. (35.044388, -107.468165).  За даними Бюро перепису населення США в 2010 році переписна місцевість мала площу 14,42 км², уся площа — суходіл.

## Демографія
Згідно з переписом 2010 року, у переписній місцевості мешкало 777 осіб у 222 домогосподарствах у складі 161 родини. Густота населення становила 54 особи/км².  Було 254 помешкання (18/км²).
Расовий склад населення:
| - 92,7 % — корінних американців - 2,8 % — білих - 2,2 % — азіатів - 0,3 % — чорних або афроамериканців |

До двох чи більше рас належало 1,3 %. Частка іспаномовних становила 3,5 % від усіх жителів.
За віковим діапазоном населення розподілялося таким чином: 27,8 % — особи молодші 18 років, 54,7 % — особи у віці 18—64 років, 17,5 % — особи у віці 65 років та старші. Медіана віку мешканця становила 36,8 року. На 100 осіб жіночої статі у переписній місцевості припадало 95,2 чоловіків;  на 100 жінок у віці від 18 років та старших — 86,4 чоловіків також старших 18 років.
Середній дохід на одне домашнє господарство  становив 34 725 доларів США (медіана — 28 523), а середній дохід на одну сім'ю — 39 907 доларів (медіана — 29 205). За межею бідності перебувало 35,2 % осіб, у тому числі 65,9 % дітей у віці до 18 років та 25,0 % осіб у віці 65 років та старших.
Цивільне працевлаштоване населення становило 240 осіб. Основні галузі зайнятості: освіта, охорона здоров'я та соціальна допомога — 41,3 %, мистецтво, розваги та відпочинок — 19,2 %, науковці, спеціалісти, менеджери — 16,7 %.